# 千葉市立上の台小学校
千葉市立上の台小学校（ちばしりつ うえのだいしょうがっこう）は、千葉県千葉市花見川区幕張本郷四丁目にある公立小学校。

## 沿革
- 1981年（昭和56年）4月 - 開校

## 通学区域と進学先中学校
出典

### 通学区域
- 幕張本郷4丁目（全域）
- 幕張本郷5丁目（全域）
- 幕張本郷6丁目（全域）
- 幕張本郷7丁目（全域）
- 幕張町2丁目（1447～1450番、2704番、2719～2798番、2800～2808番、2831番、2832番、2843番、3014番(1～5号)、3015番2号 、3016番(2～10号) 、3018番(1～4号、6～15号)、3041番(1号、3～5号)、3042号(1～6号、8～23号、27号)、3050～3052番、3056番、3057番、3060番(1号、2号）、3061番、3064番(1号、2号）、3065番1号、3081番、3090番、3115番[2]）

### 進学先中学校
- 千葉市立幕張本郷中学校

## 主な卒業生
- 相葉雅紀（アイドル）
- 劇団ひとり（お笑い芸人）

## 周辺
- 千葉市立宮の台公園
- JR東日本
  - 総武本線
  - 幕張車両センター
- 京成電鉄千葉線
  - JR・京成共、線路は近くを通るが、幕張本郷駅は、やや離れている。
- 京葉道路（国道14号）
  - 幕張パーキングエリア

## アクセス
- JR総武本線・京成千葉線幕張本郷駅（北口）から、徒歩約1.1km・約17分。